# Madeleine Angevine

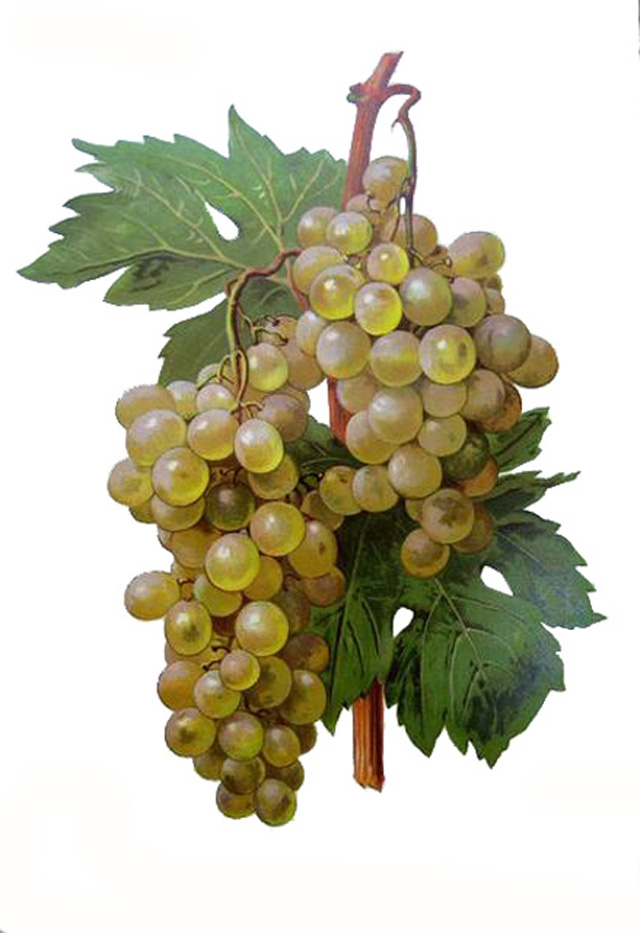
Madeleine Angevine im Buch von Viala & Vermorel

Madeleine Angevine ist eine Weißweinsorte. Es handelt sich um eine Neuzüchtung aus einer Kreuzung zwischen Früher Malingre und Madeleine Royale. Die Kreuzung erfolgte 1857 in Frankreich, und der Verkauf begann im Jahr 1863. Die Sorte reift ca. 15–20 Tage früher als der Gutedel und kann somit in gewissen Gegenden bereits Ende Juli geerntet werden. Der Name Madeleine ist eine Anspielung auf diesen Reifezeitpunkt, da der Namenstag der Magdalena auf den 22. Juli fällt. Der zweite Namensteil leitet sich von Angevin ab und bedeutet von Anjou.
Die frühreifende Sorte ist in nördlichen Gebieten eine beliebte Tafeltraube, die jedoch kaum noch gewerblich angebaut wird. In England, im Bundesstaat Washington und Kirgisistan werden aus ihr in kleinen Mengen passable Weißweine gekeltert. 
Aufgrund ihrer frühen Reife war sie häufig Kreuzungspartner, zum Beispiel bei den Sorten Comtessa, Forta, Noblessa, Perle von Csaba, Reichensteiner und Siegerrebe. 
1903 wurde aus einem Sämling die Sorte Madeleine Angevine Oberlin selektioniert. 
Siehe auch die Artikel Weinbau im Vereinigten Königreich und Weinbau in den Vereinigten Staaten sowie die Liste von Rebsorten.
Abstammung: Früher Malingre × Madeleine Royale (gemäß Branas und Paul Truel)

## Ampelographische Sortenmerkmale
In der Ampelographie wird der Habitus folgendermaßen beschrieben:
- Die Triebspitze ist offen. Sie ist dichtwollig behaart mit leicht rötlichem Anflug an den Rändern. Die Jungblätter sind hellflammig behaart.
- Die mittelgroßen Blätter sind fünflappig und stark gebuchtet. Die Stielbucht ist manchmal lyrenförmig offen, meist jedoch mit überlappenden Enden geschlossen. Das Blatt ist gezahnt. Die Blattoberseite (auch Blattspreite genannt) ist blasig derb ausgeprägt.
- Die walzenförmige Traube ist klein bis mittelgroß und lockerbeerig. Die länglichen Beeren sind groß und von gelblich weißlicher Farbe. Die Beeren sind dünnhäutig.

Früher Malingre reift fast 15–20 Tage vor dem Gutedel. Sie gilt somit als sehr früh reifend. Die Sorte bildet rein weibliche Blüten und trägt aufgrund der damit einhergehenden Verrieselung nur mäßig. Die Beeren sind aufgrund eines unangenehmen Geschmacks nur bedingt zum direkten Verzehr geeignet.

## Synonyme
Die Rebsorte Madeleine Angevine wird auch Azhupskaja mladenka, Chasselas de Talhouet, Juliusi Magdolna, Korai Magda, Maddalena Angevina, Madelaine Angevine, Madlen Angevine, Madlen Anževin, Madlen Anzhevin, Madlen Anzhuikaya, Madlenka rana, Magdalene Angevine, Magdalenka Skora, Magdalina Anzhuiskaya, Margitszölö, Petrovskii und Republican genannt.